# Divize B 2015/2016
V soubojích 51. ročníku České divize B 2015/16 se utkalo 16 týmů dvoukolovým systémem podzim - jaro. Tento ročník začal v srpnu 2015 a skončil v červnu 2016.

## Nové týmy v sezoně 2015/16
Z ČFL 2014/15 sestoupily týmy FC Chomutov a FK Meteor Praha VIII. Z krajských přeborů postoupila tato mužstva: TJ Tatran Rakovník, SK Polaban Nymburk, FK Louny, SK Vilémov a FK Litvínov. Z Divize A byl přeřazen celek SK Český Brod.

## Konečná tabulka
| Poř. | Tým                     | Z  | V  | VP | PP | P  | VG | OG | B  |
| ---- | ----------------------- | -- | -- | -- | -- | -- | -- | -- | -- |
| 1.   | ASK Lovosice            | 30 | 18 | 4  | 4  | 4  | 61 | 31 | 66 |
| 2.   | SK Český Brod           | 30 | 16 | 5  | 5  | 4  | 64 | 29 | 63 |
| 3.   | SK Kladno               | 30 | 16 | 2  | 6  | 6  | 63 | 32 | 58 |
| 4.   | Sokol Libiš             | 30 | 16 | 2  | 3  | 9  | 52 | 37 | 55 |
| 5.   | FK Baník Souš           | 30 | 12 | 6  | 4  | 8  | 47 | 40 | 52 |
| 6.   | FK Meteor Praha VIII    | 30 | 13 | 4  | 4  | 9  | 57 | 38 | 51 |
| 7.   | TJ Tatran Rakovník      | 30 | 11 | 6  | 2  | 11 | 44 | 44 | 47 |
| 8.   | FK Neratovice-Byškovice | 30 | 12 | 2  | 6  | 10 | 44 | 43 | 46 |
| 9.   | FC Chomutov             | 30 | 12 | 2  | 3  | 13 | 45 | 44 | 43 |
| 10.  | SK Horní Měcholupy      | 30 | 10 | 6  | 1  | 13 | 33 | 43 | 43 |
| 11.  | SK Polaban Nymburk      | 30 | 10 | 3  | 6  | 11 | 31 | 37 | 42 |
| 12.  | SK Úvaly                | 30 | 9  | 5  | 4  | 12 | 48 | 54 | 41 |
| 13.  | FK Litoměřice           | 30 | 11 | 1  | 2  | 16 | 40 | 58 | 37 |
| 14.  | SK Vilémov              | 30 | 7  | 3  | 1  | 19 | 31 | 63 | 28 |
| 15.  | FK Louny                | 30 | 4  | 4  | 4  | 18 | 32 | 65 | 24 |
| 16.  | FK Litvínov             | 30 | 6  | 2  | 2  | 20 | 28 | 62 | 24 |

Poznámky:
- Z = Odehrané zápasy; V = Vítězství; VP = Vítězství po prodloužení; PP = Prohry po prodloužení; P = Prohry; VG = Vstřelené góly; OG = Obdržené góly; B = Body

|  | Postup do ČFL                           |
|  | Sestup do příslušného krajského přeboru |